# Melancholy Play
Melancholy Play è la prima opera teatrale della drammaturga statunitense Sarah Ruhl, rappresentata in prima assoluta ad Evanston nel 2002.

## Trama
La commedia farsesca segue le buffe vicende amorose di Tilly, un'impiegata di banca che fa innamorare tutte le persone che la incontrano per la sua malinconia: il suo terapista, il suo parrucchiere, un cliente della banca, tutti cadono ai suoi piedi. Ma quando un giorno scopre la felicità, tutti i suoi spasimanti l'abbandonano, perché se la sua tristezza era attraente, la sua gioia è solo irritante. Tilly allora dovrà ricostruirsi una nuova vita.

## Produzioni
La pièce debuttò al Piven Theatre di Evanston, dove rimase in cartellone dal 28 giugno al 4 agosto 2002, per la regia di Jessica Thebus. Altre produzioni sono andate in scena all'università di Princeton nel 2002, a Los Angeles nel 2005, a Cincinnati nel 2011, a Dallas nel 2012 e a New York e Singapore nel 2013.